# Otvazhni (Krasnodar)
Otvazhni (del ruso: Отважный) es un posiólok del raión de Výselki del krai de Krasnodar, en Rusia. Está situado en las llanuras de Kubán-Priazov, a orillas del río Rybnaya, tributario del Beisuzhok Derecho, que lo es del río Beisug, 30 km al nordeste de Výselki y 105 km al nordeste de Krasnodar, la capital del krai. Tenía 209 habitantes en 2010
Pertenece al municipio Gazyrskoye.